# Císamo
Císamo es el nombre de una antigua ciudad griega de Creta.
Estrabón menciona que era el puerto de la ciudad de Áptera. Es también citada por Plinio el Viejo y por el geógrafo bizantino del siglo VI Hierocles, en una lista de 22 ciudades de Creta.
Su localización más probable es en la localidad de Kálima, unos 12 km al sudeste de la población de Janiá.
No debe confundirse con otra población y municipio actual de Creta llamado Císamo situado en el extremo occidental de la isla.